# Большой Чернам
Большой Чернам — река в России, протекает по Республике Коми. Правый приток Вычегды. Устье реки находится в 7 км по правому берегу протоки Коно-Полой. Длина реки составляет 11 км. Параллельно в нескольких километрах южнее протекает река Малый Чернам.

## Данные водного реестра
По данным государственного водного реестра России относится к Двинско-Печорскому бассейновому округу, водохозяйственный участок реки — Вычегда от города Сыктывкар и до устья, речной подбассейн реки — Вычегда. Речной бассейн реки — Северная Двина.
Код объекта в государственном водном реестре — 03020200212103000020541.